# T-18
El T-18 (también llamado MS-1; малый сопровождения, первый, maliy soprovozhdeniya, perviy, "Primer Pequeño Vehículo de Apoyo") en ruso. Fue el primer tanque ligero diseñado por los soviéticos. Producido desde 1928 hasta 1931, estaba basado en el Renault FT-17, con la adición de una suspensión de resortes verticales.
El T-18 y sus derivados fueron esencialmente diseños fallidos, pero dieron a la industria soviética sus primeras experiencias en el diseño de vehículos blindados, mientras que una serie de diseños de tanques extranjeros estaban disponibles para la producción.

## Desarrollo
En mayo de 1924 se formó un "Buró del tanque" para el desarrollo de los tanques soviéticos. Se emitió una especificación para un tanque ligero de 3 toneladas y una tripulación de dos hombres, capaz de alcanzar una velocidad de 12,1 km/h. Debía estar protegido por un blindaje de 16 mm de espesor y armado con un cañón de 37 mm. Para 1925, el peso permitido se había incrementado a 5 toneladas.
El tanque fue diseñado por el profesor V. Zaslavsky en un nuevo Buró del tanque dependiente del Directorio Central de Industrias Militares. El motor de camión con una potencia de 35 CV (copia del Fiat 53A que propulsaba al Fiat 15 italiano) fue suministrado por la Fábrica AMO de Moscú y el cañón era una copia modificada del cañón francés Puteaux SA 18 de 37 mm. La suspensión de muelles helicoidales que le habría permitido al tanque ir rápidamente sobre terreno accidentado, era la mayor mejora respecto al Renault. En junio de 1927 se probó un prototipo designado T-16.
El T-16 fue considerado un fracaso, ya que tenía problemas con su transmisión, la cual fallaba con frecuencia, y era incapaz de cruzar trincheras de más de 1,5 m de ancho. La maniobrabilidad del T-16 solo era ligeramente mejor que la del Renault. Mientras tanto, la КБ ОАТ trazó planos para una versión mejorada del T-16 que fue aceptada para entrar en producción en julio, siendo el tanque en principio desgnado MS-1 (Pequeño vehículo de apoyo, tipo 1").
El chasis y la suspensión del T-18 fueron mejoradas respecto al T-16, al añadirle un rodillo de apoyo adicional y una suspensión de resortes verticales independientes. Las orugas de 300 mm de ancho del T-16 fueron transferidas al T-18, con algunas mejoras. El motor, un MS de cuatro cilindros en línea, fue diseñado y mejorado por Aleksandr Mikulin. La máxima potencia del motor era de 35 CV. El motor MS fue combinado con la transmisión PSC en una sola unidad, en lugar de estar en dos compartimientos separados. La transmisión PSC le ofrecía al tanque cuatro velocidades hacia adelante y una en reversa. El aire entraba al compartimiento del motor-transmisión a través de agujeros perforados en el blindaje posterior. Esto mejoraba la protección, pero también hacía que el motor se sobrecalentara. El equipo eléctrico incluía una batería de 6 voltios, un magneto y un dínamo, el cual alimentaba el faro, la bocina, las luces de posición, el panel de luces y dos linternas portátiles.
El blindaje del T-18 consistía en seis planchas curvas de 8 mm de espesor para la torreta (con una escotilla tipo hongo de 3 mm de espesor), planchas de 16 mm de espesor para el casco y planchas de 3 mm de espesor en el piso. En éste se encontraba una salida de emergencia. La ventilación se efectuaba a través de una pequeña escotilla circular o rectangular situada en el techo de la torreta.
El armamento del T-18 seguía siendo igual al del FT-17 y el T-16, un cañón francés Modelo 28 de 37 mm, montado en un mantelete sistema Hotchkiss. Este le ofrecía al cañón una rotación de 35° a cada lado y una elevación de +30° a -8°, estando conectado un sencillo sistema de puntería dióptrico. El Modelo 28 de 37 mm era casi obsoleto para aquel entonces. Esto, aunado a la falta de miras telescópicas, le ofrecía al T-18 pocas oportunidades de poner fuera de combate a tanques enemigos más grandes y con mayor blindaje. Sin embargo, con su cadencia de 10-12 disparos/minuto y con el empleo de proyectiles shrapnel, demostró ser capaz de enfrentarse a infantería y vehículos sin blindaje. Dos fusiles automáticos Fiódorov de 6,5 mm iban montados en un afuste hemisférico. El total de munición transportada era de 104 proyectiles de 37 mm y 2016 cartuchos de 6,5 mm. En modelos posteriores, los fusiles Fiódorov fueron reemplazados por una ametralladora DT de 7,62 mm.
La demostración del T-18 tuvo lugar a mediados de mayo de 1927, pero en las pruebas de combate su capacidad de moverse sobre terreno accidentado y luchar eficazmente no fueron evidentes de inmediato. Estas pruebas fueron supervisadas por una comisión especial formada por representantes del Consejo Supremo de Economía (Mobupravleniya), la fábrica OAT "Bolshevik", Artupravleniya y el Alto Mando del Ejército Rojo. Durante las pruebas para superar obstáculos, el T-18 no se comportó mejor que el FT-17, siendo su mayor problema las trincheras o zanjas con un ancho mayor a 2 m y una profundidad mayor a 1,2 m. Los tanques se atascaban con frecuencia al intentar cruzar estos obstáculos, teniendo que ser remolcados por un tractor u otro tanque. Sin embargo, el T-18 demostró ser más "ágil" que el FT-17 o el T-16, alcanzando una velocidad máxima de 18 km/h sobre carretera. Y en comparación con tanques ligeros extranjeros, el T-18 tenía mejor blindaje y un poco más de espacio para almacenar municiones.
A pesar de sus problemas, el T-18 fue una mejora respecto al FT-17 y al T-16, por lo que se ordenó la producción de 108 tanques a partir de febrero de 1928. La producción se llevó a cabo en la Fábrica Obukhov de Leningrado (más tarde rebautizada como Fábrica Bolshevik). Los 30 tanques del primer lote tuvieron serios problemas técnicos. Después de varias interrupciones y la incorporación de la Fábrica de maquinarias Motovilikhinsky (antigua Fábrica de artillería de Perm) para aumentar la producción, en 1929 ambas fábricas fueron capaces de suministrar 96 tanques de los 133 ordenados.
Se llevó a cabo en Moscú otra serie de pruebas para solucionar la incapacidad de cruzar trincheras de 2 m de ancho del T-18. Para solucionar este problema, se añadió una "cola" al frente. Ahora el tanque podía cruzar trincheras de 1,8 m de ancho, pero se dificultaba la visibilidad del conductor y fue abandonada. Desde 1929 hasta 1931 se produjo un T-18 mejorado, con un motor de 40 CV, suspensión mejorada y un depósito exterior en la torreta, del cual se produjeron 960 unidades. Se hicieron planes para reemplazar el armamento principal con el nuevo cañón B-3 de 3  mm, pero no se llevaron a cabo.
En la Fábrica Bolshevik se probaron varios diseños experimentales basados en el T-16 y el T-18, dando origen en 1931 al T-19 con un motor de 90 CV y al T-20 Komsomolets con un motor de 60 CV. El nuevo Buró de Diseño de Tanques T2K (más tarde rebautizado como Oficina de Diseño Morozov de Járkov) de la Fábrica de locomotoras de Járkov utilizó al T-18 como base para el nuevo tanque medio T-24.

## Historial operativo
El servicio de los primeros tanques soviéticos en las Fuerzas Armadas no dejó un gran número de ejemplos de combate claros.
Una compañía experimental equipada con tanques T-18 participó en la defensa del Ferrocarril del Lejano Oriente contra las fuerzas manchúes en 1929.
Fueron retirados de servicio en 1932 y empleados para entrenamiento. Después de la invasión alemana de la Unión Soviética, a algunos T-18 se les instaló cañones de 45 mm y entraron en servicio como T-18M.

## Variantes
Cañón autopropulsado SU-18
En noviembre de 1929 ANII K. M. Ivanov, encargado por la UMM RKKA, produjo un cañón autopropulsado basado en el T-18, así como su respectivo vehículo amunicionador. El prototipo era un tanque francés Renault FT-17BS capturado. El SU-18 mantuvo el mismo diseño que el vehículo francés, pero reemplazó la torreta con algo que se parecía a una pirámide trunca. El SU-18 utilizó el cañón regimental Modelo 1927 de 76,2 mm con un freno de boca ranurado para reducir el retroceso. Podía transportar entre 4 a 6 proyectiles y no tenía ametralladora alguna. Otros prototipos fueron creados utilizando un cañón de alta potencia PC-2 37 mm y un cañón de tanque Modelo 1930 de 45 mm, el cual fue planeado para instalarse en los tanques T-24. El blindaje consistía en planchas de 5 a 7 mm de espesor. El vehículo amunicionador podía llevar 10 bandejas con 50 proyectiles de 76,2 mm, o 16 bandejas con 169 proyectiles de 37 mm o 45 mm. La tripulación constaba de un conductor y un artillero. La decisión de construir el SU-18 se tomó el 11 de junio y estipuló la entrega de un prototipo para el 10 de octubre de 1930. Sin embargo, debido a la pequeña capacidad de transporte de munición y a las limitaciones del T-18 (un chasis de vía estrecha y un alto centro de gravedad), el diseño fue abandonado a favor de diseños más grandes y mejores de cañones autopropulsados, por lo cual se detuvo el trabajo en el SU-18.